# هايدي
هايدي (بالألمانية: Heidi)، (الاسم الكامل: Heidis Lehr- und Wanderjahre) رواية نشرت عام 1880 للمؤلفة السويسرية يوهانا شبيري عن حياة بنت اسمها هايدي تعيش مع جدها في جبال الألب السويسرية. تعتبر رواية هايدي إلى حد بعيد العمل الأكثر شعبية من الأدب السويسري وترجمت من الألمانية إلى 50 لغة أخرى، صورت عدة مرات، وبيعت أكثر من 50 مليون نسخة من كتب هايدي حول العالم، كما تم تحويل القصة إلى مسلسل رسوم متحركة هايدي بواسطة نيبون أنيميشن اليابانية عام 1974.

## القصة
هايدي هي تلك الطفلة التي كانت تعيش مع عمتها والتي كانت تريد التركيز على مهنتها، فأخذتها إلى جدها الذي يعيش في جبال الألب وكان رجلا عجوزا يعيش في كوخ ألبي بعيد عن القرية، والذي بدوره رفض إرسال هايدي للتعلم وبدلا من ذلك قام بإرسالها مع بيتر الراعي الصغير لتقوم بالرعي، إلى أن أتت عمتها مرة أخرى وأرسلتها إلى فرانكفورت للبقاء مع أسرة ثرية وبقت هايدي مع كليرالطفلة المشلولة.
بدأت هايدي بالتعلم شيئا فشيئا بمساعدة جدة الطفلة المشلولة كلارا، لم تستطع هايدي الانضباط نظرا لصرامة الطبقة البرجوازية التي كانت تعيش معهم، إلى أن بدأت هايدي بالشعور بالحنين إلى الوطن وغلبها الإعياء إلى أن عادت أدراجها إلى الوطن ورسمت البهجة على وجهها.

## الشخصيات
- هايدي: فتاة يتيمة ومرحة منذ أن كانت طفلة صغيرة. تبدأ القصة وهي تبلغ من العمر خمس سنوات. هايدي تحب جدها وجمال الجبال وهوائها النقي.
- الجد: جد هايدي لأبيها وهو وحيد وغريب الأطوار يعيش في كوخ في أعالي الجبال ويدعى من قبل أشخاص آخرين في بعض الترجمات "العم ألب".
- أديلهيد: والدة هايدي وحسب القصة بأنها ماتت من الحمى بعد وقت قصير من وفاة زوجها توبياس.
- توبياس: والد هايدي الذي قُتل جراء سقوط عارضة على رأسه عندما كانت هايدي طفلة.
- ديتي: أخت والدة هايدي وتعتبر خالت هايدي وهي الأنانية وبلا مشاعر. عاشت هايدي معها بعد وفاة والديها. ترتبط ديتي بجديها (كانت جدتها الكبرى وأختها أديلهيد وجدة جدها أختان). تهجئة "ديتا" أو "ديتي" في بعض الترجمات.
- بيتر: وهو راعي ماعز الذي يعيش مع والدته وجدته في كوخ أعلى الجبل يقع بين قرية دورفلي والكوخ الذي يعيش فيه جد هايدي ويبلغ من العمر أحد عشر عامًا في بداية القصة.
- بريجيت: والدة بيتر. تهجئة "بريجيتا" أو "بريدجيت" في بعض الترجمات.
- جراني: جدة بيتر العمياء. هايدي مرتبطة جدا بها.
- كلارا سيسمان: فتاة ضعيفة لا تستطيع المشي. ماتت والدتها عندما كانت صغيرة. غالبًا ما يكون والدها بعيدًا في رحلات عمل. تعيش في منزل كبير مع خدم في فرانكفورت وكانت تبلغ من العمر اثني عشر عامًا عندما تأتي هايدي البالغة من العمر 8 سنوات لتعيش معها. تهجئة "كلارا" في بعض الترجمات.
- هير سيسمان: والد كلارا ، رجل أعمال ناجح يسافر كثيرًا. في بعض الترجمات "السيد سيسمان".
- فراو سيسمان: دعا كلارا وهايدي "الجدة". والدة هير سيسمان وجدة كلارا. إنها امرأة لطيفة وتشجع هايدي بنجاح على تعلم القراءة. في بعض الترجمات "السيدة سيسمان".
- دكتور كلاسين: صديق هير سيسمان.
- سيباستيان: خادم في أسرة سيسمان.
- تينات: خادمة في منزل سيسمان.

## روابط خارجية
- هايدي على موقع الموسوعة البريطانية (الإنجليزية)